# Chalisgaon
Chalisgaon é uma cidade  no distrito de Jalgaon, no estado indiano de Maharashtra.

## Geografia
Chalisgaon está localizada a 20° 28′ N, 75° 01′ L. Tem uma altitude média de 344 metros (1128 pés).

## Demografia
Segundo o censo de 2001, Chalisgaon tinha uma população de 91,094 habitantes. Os indivíduos do sexo masculino constituem 52% da população e os do sexo feminino 48%. Chalisgaon tem uma taxa de literacia de 73%, superior à média nacional de 59.5%; a literacia no sexo masculino é de 79% e no sexo feminino é de 67%. 13% da população está abaixo dos 6 anos de idade.